# Giro del Veneto 1962
Il Giro del Veneto 1962, trentacinquesima edizione della corsa, si svolse il 16 settembre 1962 su un percorso di 268 km. La vittoria fu appannaggio dello spagnolo Angelino Soler, che completò il percorso in 7h23'00", precedendo gli italiani Franco Cribiori e Guido De Rosso.
I corridori che tagliarono il traguardo di Padova furono almeno 45.

## Ordine d'arrivo (Top 10)
| Pos. | Corridore        | Squadra              | Tempo    |
| ---- | ---------------- | -------------------- | -------- |
| 1    | Angelino Soler   | Funcor-Munguia       | 7h23'00" |
| 2    | Franco Cribiori  | San Pellegrino Sport | a 6"     |
| 3    | Guido De Rosso   | Molteni              | s.t.     |
| 4    | Franco Balmamion | Carpano              | s.t.     |
| 5    | Angelo Conterno  | Carpano              | a 2'04"  |
| 6    | Antonio Suárez   | Funcor-Munguia       | s.t.     |
| 7    | Enzo Moser       | Molteni              | a 6'03"  |
| 8    | Vito Taccone     | Atala                | a 8'58"  |
| 9    | Walter Martin    | Carpano              | s.t.     |
| 10   | Alfredo Sabbadin | Gazzola-Fiorelli     | s.t.     |